# Enguera
Enguera (Valencianisch: Énguera) ist eine spanische Gemeinde mit 4.769 Einwohnern (Stand: 2024) in der Comarca Canal de Navarrés im Südwesten der Provinz Valencia.

## Geographie
Der Ort liegt am Südrand der durch ihre UNESCO-Weltkulturerbe-Höhlenmalereien berühmten Cuevas de la Araña gut zehn Kilometer westlich der Route-der-Borgia-Städte Canals und Xàtiva, von diesen nur durch die Autovía A-35 getrennt.
Damit befindet er sich etwa zwanzig Kilometer südlich der Tous-Talsperre und gut 60 Kilometer südlich der Provinzhauptstadt Valencia inmitten der nach ihr benannten Sierra de Enguera.

## Geschichte
Archäologischer Funde atypischer Feuersteine im Llano de Jesús lassen auf Besiedlung bereits seit dem Mesolithikum (8000–5000 v. Chr.) schließen. Funde menschlicher Überreste in der Carrasquilla-Höhle und weiteren Orten gehen zurück bis in den Beginn der Bronzezeit (1600 v. Chr.).
Aus der Zeit des römischen Kaisers Augustus existieren Überreste römischer Villen in Faracuat und Alto de Vistabella. Im 12. Jahrhundert nahm die Stadt im maurischen Taifa-Königreich der Amiriden eine strategisch-militärische Schlüsselposition in der Region ein, die bis zum Vertrag von Almizra (26. März 1244) hielt.
Danach ging die Stadt im Königreich Valencia an die Krone von Aragonien. Die muslimische Burg wurde 1365 zerstört. Ende des 18. Jahrhunderts florierte die Textilindustrie im Ort.

## Wirtschaft und Kultur
Die heutige Wirtschaft ist vom Olivenanbau und der daraus resultierenden Ölgewinnung geprägt. Zudem hat sich ein ländlicher Tourismus etabliert.
Der Ort beherbergt heute eine nennenswerte Anzahl an Bulgaren, die in der Iglesia de San Miguel Arcángel ihr Gemeindezentrum haben.
Mehrere Museen spiegeln die Vielfalt der Stadtgeschichte.

## Partnerstädte
Enguera unterhält Gemeindepartnerschaften mit  Melesse in Frankreich und seit 2008 mit  Chaskowo in Bulgarien.

## Persönlichkeiten
- José María Albiñana (1883–1936), Neurologe
- Jorge Perona (* 1982), Fußballspieler
- Manuel Tolsá Sarrión (1757–1816), Baumeister